# Primus inter pares
Latinska fraza primus inter pares (dobesedno prvi med enakimi) označuje osebo, ki je po nazivu sicer enakovredna drugim članom skupine, nastopa pa kot vodja skupine. Primer uporabe v današnjem svetu je naziv prvi minister oziroma premier v pravni ureditvi številnih držav - sicer ima enak naziv (minister) kot drugi člani vlade in je pri glasovanju enakovreden ostalim, vendar pa nastopa kot voditelj vseh ministrov.
V zgodovini je najbolj znan primer uporabe fraze primus inter pares za opisovanje vloge patriarha, ki vodi ostale patriarhe. V prvih stoletjih je bilo krščanstvo organizirano kot skupnost enakovrednih Cerkva, ki so jih vodili med seboj enakovredni patriarhi. V začetku so bili patriarhi trije: jeruzalemski, antiohijski in aleksandrijski; pozneje sta se jim pridružila še carigrajski in rimski. Pet patriarhov je potrdil Kalcedonski koncil leta 451. Za prvega med enakimi je štel rimski patriarh (papež), ki pa s tem ni bil zadovoljen in je hotel tudi uradno višji naziv in večjo moč odločanja kot ostali patriarhi. To je pripeljalo do shizme - razkola med zahodno Rimskokatoliško Cerkvijo in vzhodnimi pravoslavnimi Cerkvami. Zdaj je na zahodu papež res nesporni edini voditelj katolištva, na vzhodu pa so pravoslavne Cerkve še naprej organizirane kot skupnost enakopravnih Cerkva, ki jih vodijo enakopravni patriarhi - častni naziv prvi med enakimi ima carigrajski patriarh.
V Anglikanski Cerkvi ima naziv primus inter pares - prvi med enakimi canterburyjski nadškof.